# Cleome niamniamensis
Cleome niamniamensis là một loài thực vật có hoa trong họ Màng màng. Loài này được Schweinf. & Gilg ex Gilg mô tả khoa học đầu tiên năm 1902.